# Anatol Frans
Fransoa Anatol Tibo (fr. François-Anatole Thibault, Pariz, 16. april 1844 — Tur, 12. oktobar 1924), poznatiji pod pseudonimom Anatol Frans (fr. Anatole France) bio je francuski književnik.

## Život
Rođen u porodici poznatog pariskog knjižara, rano je ušao u svet knjiga, među kojima je kao književnik i bibliotekar proveo sav svoj život. Alfred Drajfusova afera, u kojoj se oštro založio za reviziju procesa, značila je prekretnicu u njegovom životu i stvaranju - izašao je iz knjiške izolacije, pristupio socijalistima i prešao na ideološki angažovanu književnost. 
U prvom razdoblju svog književnog rada Frans je, pre svega, bio esteta i diletant, te je objavljivao stihove u duhu Parnasa, impresionističke kritike i romane, u kojima, bez obzira da li je tretirao savremenu („Zločin Silvestra Bonarda”, 1881) ili istorijsku tematiku („Taida”, 1890, „Pečenjarnica kraljice Pedik”, 1893. i dr), dominira skepticizam i esteticizam. 
Nakon Drejfusove afere dao je oštru društvenu kritiku u „Savremenoj istoriji” i u nizu filozofsko-satiričkih romana („Ostrvo pingvina”, 1908, „Bogovi žeđaju”, 1912, „Pobuna anđela”, 1914). Napisao je i nekoliko dela autobiografskog karaktera („Knjiga moga prijatelja”, 1885, „Mali Pjer”, 1918. i dr). 
Mada nije nikad postigao široku popularnost, Frans je bio jedan od najistaknutijih književnika na razmeđu vekova i glas svesti svoje generacije, a skepticizmom, duhovitošću i ironijom, rafiniranim smislom za lepotu i izvanrednim stilom, privlači i danas intelektualnu književnu publiku. 
Dobitnik je Nobelove nagrade za književnost za 1921. godinu.
Član Francuske akademije postao je 1896, na poziciji broj 38. bio je u periodu 1896 – 1924.

## Dela
- Zločin Silvestra Bonarda
- Taida
- Pečenjarnica kraljice Pedik
- Savremena istorija
- Ostrvo pingvina
- Bogovi žeđaju
- Pobuna anđela
- Knjiga moga prijatelja
- Mali Pjer
- Crveni ljiljan
- Život u cvatu
- Mišljenja g.Žeroma Koanjara
- Mršava mačka
- Želje Žana Serviana
- Epikurov vrt
- Na belome kamenu
- Pozorišna priča

## Citati
Obrazovanje se ne sastoji od toga koliko ste zapamtili ili koliko znate. Sastoji se od toga da razlikujete koliko znate, a koliko ne.
Šta može hladna i gola istina protiv blistavih čari laži?